# Drew Fischer
Drew Fischer (Calgary, Canadá, 10 de julio de 1980) es un árbitro de fútbol canadiense internacional FIFA desde 2015.

## Trayectoria
Ha arbitrado varios encuentros de la Major League Soccer, de la Liga de Campeones de la Concacaf y de la Liga Concacaf.
Dirigió la final del Preolímpico de Concacaf de 2015.
Además, arbitró la final de la Liga Concacaf 2022 y del Campeonato Sub-20 de la Concacaf de 2022.

## Participaciones
Ha participado en los siguientes torneos:
- Preolímpico de Concacaf de 2015
- Campeonato Sub-20 de la Concacaf de 2017
- Copa Oro de la Concacaf 2017
- Liga de Naciones de la Concacaf 2019-20
- Copa Mundial de Clubes de la FIFA 2021
- Copa de Oro de la Concacaf 2021
- Clasificación de Concacaf para la Copa Mundial de 2022
- Campeonato Sub-20 de la Concacaf de 2022
- Liga de Naciones de la Concacaf 2022-23
- Copa de Oro de la Concacaf 2023